# Banda de cornetas y tambores Javier Mayoral

## Historia

### Precedentes
Antes de la guerra civil había ya una banda de cornetas y tambores que acabaría desapareciendo en la contienda. En posguerra, en el año 1940, la Organización Juvenil Española propuso la idea de crear una nueva banda, de la cual, surgirían dos bandas; la de Flechas y la de Cadetes (llamada banda de las milicias), que acabarían fusionándose y finalmente acabaría desapareciendo en los años 50. 

### Consolidación como banda
En el año 1967 se volvió a fundar otra nueva banda de cornetas y tambores bajo el patrocinio de Juventud Obrera Católica. Increíblemente acabaría desapareciendo la banda, ya que todo parecía ir bien. No dudaría mucho esta situación, a los dos años la OJE nuevamente inicia la reconstrucción de la banda. La consolidación absoluta y definitiva de la banda fue la propuesta del primer alcalde democrático tras el franquismo, Antonio Delgado Pulpón, que haría que la banda fuera una institución municipal más por lo que los gastos de la banda correrían desde entonces a cargo del ayuntamiento. 
Javier Mayoral fue uno de los artífices de la consolidación y estabilidad de la banda y se convirtió en director de ésta y aún lo sigue siendo en la actualidad consiguiendo para la banda de cornetas y tambores el logro de ser campeones de España para bandas por tres veces en su modalidad También propuso la creación de un grupo de majorettes unida a la banda pero acabaría desapareciendo.